# 米哈伊尔·尼古拉耶维奇·叶夫多基莫夫
米哈伊尔·尼古拉耶维奇·叶夫多基莫夫（羅馬化：Mikhail Nikolayevich Yevdokimov；1959年4月3日—）是俄罗斯外交官，现任俄罗斯联邦驻阿塞拜疆特命全权大使。他也曾于2011年至2023年间担任俄罗斯外交部独联体国家第一司司长一职。